# 其士國際
其士國際集團有限公司，（港交所：0025、OTCBB：CHVLY
），簡稱：其士國際，歷史始自1970年於香港成立的其士集團，已故創辦人是周亦卿。
1993年，其士國際集團香港總部迁往九龍灣宏開道8號其士商業中心。 
其士國際的上市首日在1984年12月5日，早期上市的名稱是「其士（香港）有限公司」。

## 業務
1. 建築和機械工程、升降機、自動電梯、土木工程、樓宇建築、電力、電機、環境、管道工程。
2. 保險業和證券投資。
3. 物業投資、出租、房地產開發、物業管理、冷藏貨倉和酒店業。
4. 電腦、資訊科技、系統整合、PABX 、辦公室自動化設備及商用機器的銷售和服務。

## 已終止業務
- 傳呼
- CT2（步步通）
- ISP

## 歷史
- 1970年，開始經營東芝牌升降機及電扶梯，初時員工人數為十名，辦公室面積為六百平方公尺，總部設於香港尖沙咀星光行
- 1975年，開設冷氣工程業務，總部遷往香港銅鑼灣恆隆中心
- 1979年，開拓電腦業務，並取得NEC電腦產品代理權
- 1980年，總部遷往香港觀塘怡生工業中心
- 1982年，開拓建築業務，開拓商業系統業務，並獲東芝牌商業系統設備代理權
- 1983年，總部遷往香港尖沙咀漆咸道45號，開拓鋁工程業務，開拓環境技術業務；開拓建材工程業務
- 1984年，其士（香港）有限公司於香港聯合交易所掛牌
- 1985年，首次參與房屋委員會之「私人參建居屋計劃」 - 位於馬鞍山之富安花園
- 1986年，開拓機電工程業務
- 1988年，其士（商業系統）集團有限公司從當時上市的其士（香港）有限公司分拆，獨立於香港聯合交易所掛牌;香港九龍灣其士工程服務中心落成
- 1989年，集團更改於香港聯合交易所上市之控股公司名稱：由其士國際集團有限公司代替1984上市的其士(香港)有限公司
- 1990年，開拓傳呼業務
- 1991年，其士發展國際有限公司從其士國際集團有限公司分拆，獨立於香港聯合交易所掛牌上市
- 1992年，購入位於香港粉嶺之其士貨倉大廈；開拓土木工程業務
- 1993年，總部遷往香港九龍灣其士商業中心，集團所佔面積達十六萬平方尺
- 1995年，其士集團慶祝二十五周年誌慶，加拿大溫哥華玫瑰花園酒店(Rosedale on Robson Suite Hotel)開幕，提供國際互聯網絡服務，開拓旅遊業務；同年8月，其士及其餘三間建築公司投得上海陸家嘴金茂大廈建造工程合約
- 1996年，其士建築集團有限公司於香港聯合交易所掛牌上市
- 1998年，獲頒發保險業務牌照；開拓管道翻新業務；其士有份承建的金茂大廈完工
- 1999年，其士國際集團有限公司對其士發展國際有限公司進行私有化；其士Q-Mart於香港上水設立第一間分店
- 2000年，上海商住樓宇「亦園」落成；開拓網絡科技業務；其士保險有限公司與大昌貿易行簽訂汽車保險服務協議
- 2001年，電梯部獲頒香港管理專業協會優質管理優異獎；引入免開挖管道翻新技術，與德國管道技術專家合組其士普魯斯香港有限公司
- 2002年，購入位於葵涌的全幢十八層貨倉，開拓物流及倉儲業務；其士店數碼廊開幕
- 2003年，其士（建築）參建國際濕地公園
- 2004年，其士國際集團有限公司對其士建築集團有限公司進行私有化；開拓印刷業務；成立其士管道科技有限公司整合管道業務
- 2005年，收購太平洋咖啡
- 2006年，其士（建築）獲澳門大型建築合約 - 海擎天
- 2007年，收購Igor's集團
- 2010年，出售80% Pacific Coffee 股權給華潤集團
- 2010年，旗下Igor's集團與Cafe Deco集團合併，其士泛亞仍佔60%股權.
- 2012年2月27日，夥拍陳樹渠家族的高剛發展，首奪市建局市區重建項目，合作發展土瓜灣浙江街/下鄉道商住項目。
- 2017年6月13日，夥拍附屬公司其士泛亞，奪得市建局市區重建項目，合作發展大角咀福澤街/利得街「需求主導」重建項目。
- 2017年11月8日，其士國際以3.338億元購入何文田太子道西292A至D號住全幢物業，地盤面積7840平方呎，現建有3層高物業，共12伙，樓面面積約為12691平方呎。目前規劃為「住宅（乙類）」用途，重建發展最高地積比率為5倍，最高可建樓面39200平方呎，以成交價計算，每呎樓面地價約8515元
- 2018年3月26日，其士國際(025)公佈，斥4.0288億元向恒生商學書院，購入大圍恒樂里5號恆樂苑20幢村屋，佔地約47,932方呎，最高可建樓面面積約28,759方呎，每方呎樓面地價約1.4萬元。項目現有15幢洋房出租，租約期分別由今年至2020年到期，現時每月收租49.05萬元
- 2019年6月21日，其士國際公布，以2.8億元出售持有西環爹核士街物業的公司股份及貸款予獨立第三者吳桂東，料交易錄收益7060萬元。	[3]

## 發展物業

#### 香港居屋（私人機構參建居屋計劃）
- 馬鞍山富安花園
- 大圍富嘉花園
- 大埔富雅花園
- 小西灣富景花園
- 馬鞍山富寶花園
- 小西灣富怡花園
- 小西灣富欣花園
- 將軍澳富康花園
- 旺角富榮花園
- 屯門富健花園

#### 香港住宅
- 中環富萊閣
- 土瓜灣津匯
- 大角咀傲寓

#### 香港工商物業
- 九龍灣其士商業中心
- 粉嶺其士貨倉大廈
- 青衣大同工業大廈
- 葵涌其士冷藏倉庫

#### 中國物業
- 長春香港城
- 上海亦園
- 成都世代錦江凱旋門
- 成都世代錦江國際酒店
- 成都翠擁天地
- 成都半山艾馬仕
- 成都華陽綠野
- 北京歐郡